# Jim Marshall
James (Jim) Marshall (29. července 1923 Londýn – 5. dubna 2012 Milton Keynes) byl zakladatel společnosti Marshall Amplification vyrábějící hudební zesilovače.

## Život
Narodil se v Kensingtonu Jimovi a Beatrici Marshallovým. V dětství trpěl tuberkulózou kostí, která jeho život významně poznamenala. Většinu školních let strávil uzavřen od kotníků po ramena ve speciálním plastovém krunýři. Ve třinácti letech školu opustil a začal vydělávat. Prošel několik zaměstnání – od pekaře v sušenkárně až po práci v konzervárně.
Technické zkušenosti sbíral studiem inženýrské literatury a prací (krátce po druhé světové válce) v Hestonově letecké továrně v Middlesexu.
Ve čtrnácti letech se naučil stepovat. Bral lekce na bicí u Maxe Abramse. Od roku 1949 se Jim začal profesionálně věnovat výuce hry na bicí.